# Evangeli de Maties
L'Evangeli de Maties o també Tradicions de Maties és un text fragmentari que es considera que forma part dels evangelis apòcrifs. Està escrit en grec cap al segle ii i s'atribueix a l'apòstol Maties.
És molt poc el que se'n sap del text que només es pot reconstruir a partir de citacions. Orígenes el considera un evangeli escrit sense que els seus autors tinguessin cap mena d'inspiració. Jeroni i Ambròs de Milà en diuen el mateix. Eusebi de Cesarea, a la seva Història eclesiàstica diu que aquest evangeli esta infestat d'heretgies. El Decret Gelasianum el cita com un dels evangelis apòcrifs: "Evangelium nominae Matthiae, apocryphum".
La crítica actual el considera idèntic a les Tradicions de Maties citades per Climent d'Alexandria. La composició d'aquesta obra devia tenir lloc a principis del segle II a la comunitat grega d'Alexandria i entre els cercles gnòstics, tal com es pot reconstruir per les cites conservades dels Pares de l'Església.